# Chambois (Orne)
Chambois ist eine Ortschaft und eine ehemalige französische Gemeinde im Département Orne in der Region Normandie. Sie gehörte zum Arrondissement Argentan und zum Kanton Argentan-2.
Mit Wirkung vom 1. Januar 2017 wurden die bisherigen Gemeinden Silly-en-Gouffern, Aubry-en-Exmes, Avernes-sous-Exmes, Le Bourg-Saint-Léonard, Chambois, La Cochère, Courménil, Fel, Omméel, Saint-Pierre-la-Rivière, Exmes, Survie, Urou-et-Crennes, Villebadin zu einer Commune nouvelle mit dem Namen Gouffern en Auge zusammengeschlossen und haben in der neuen Gemeinde den Status einer Commune déléguée. Der Verwaltungssitz befindet sich im Ort Silly-en-Gouffern.

## Lage
Der Ort Chambois liegt an der Dives, elf Kilometer nordöstlich von Argentan. Nachbarorte von Chambois sind Coudehard im Nordosten, Omméel im Südosten, Fel im Südwesten, Aubry-en-Exmes im Westen sowie Saint-Lambert-sur-Dive im Nordwesten.

## Bevölkerungsentwicklung
| Jahr                       | 1962 | 1968 | 1975 | 1982 | 1990 | 1999 | 2008 | 2013 |
| -------------------------- | ---- | ---- | ---- | ---- | ---- | ---- | ---- | ---- |
| Einwohner                  | 550  | 597  | 555  | 520  | 499  | 475  | 415  | 417  |
| Quellen: Cassini und INSEE |      |      |      |      |      |      |      |      |

## Sehenswürdigkeiten
- Donjon von Chambois, seit 1901 Monument historique
- Kirche Saint-Martin, seit 1914 Monument historique

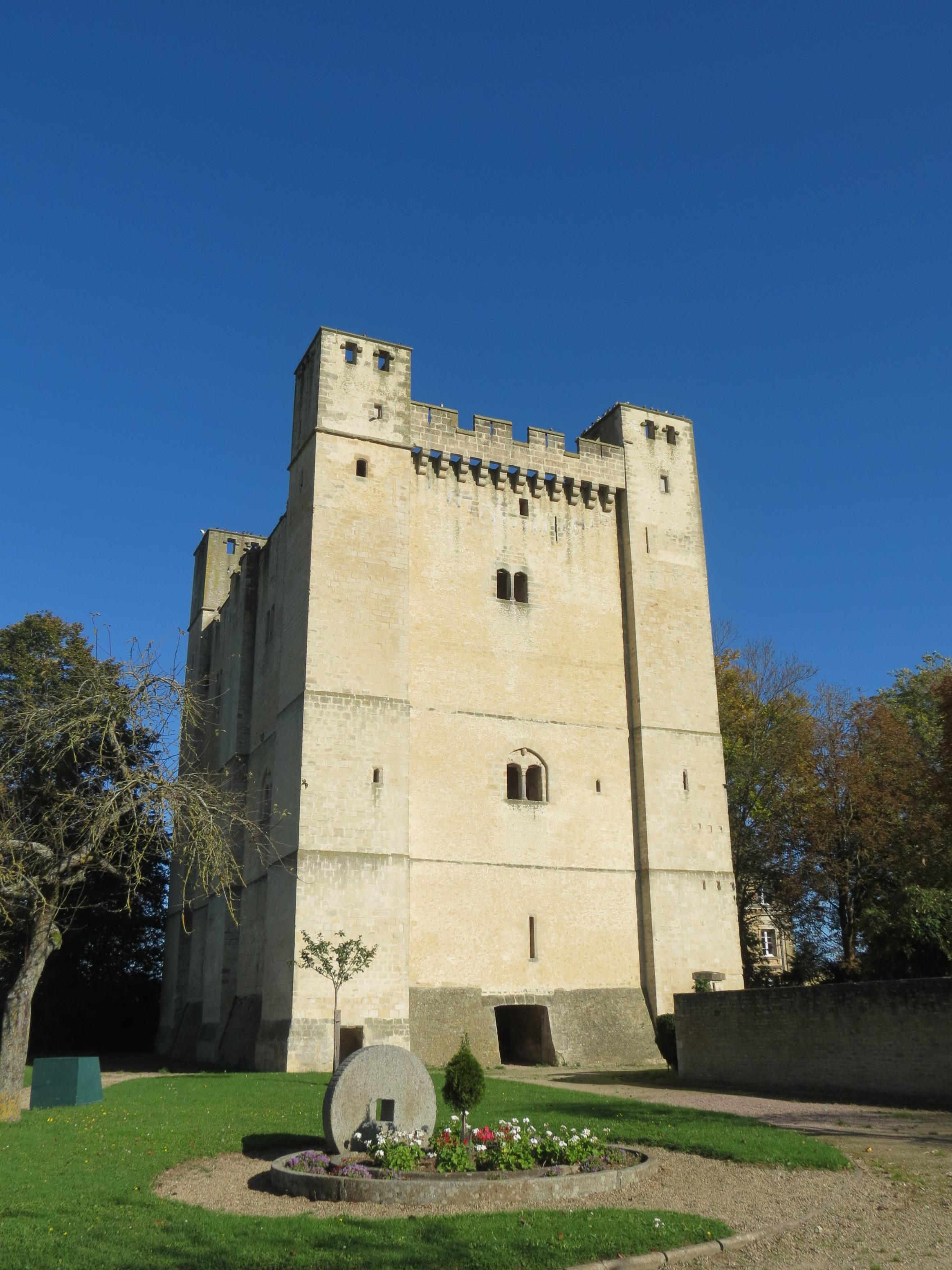
Donjon von Chambois
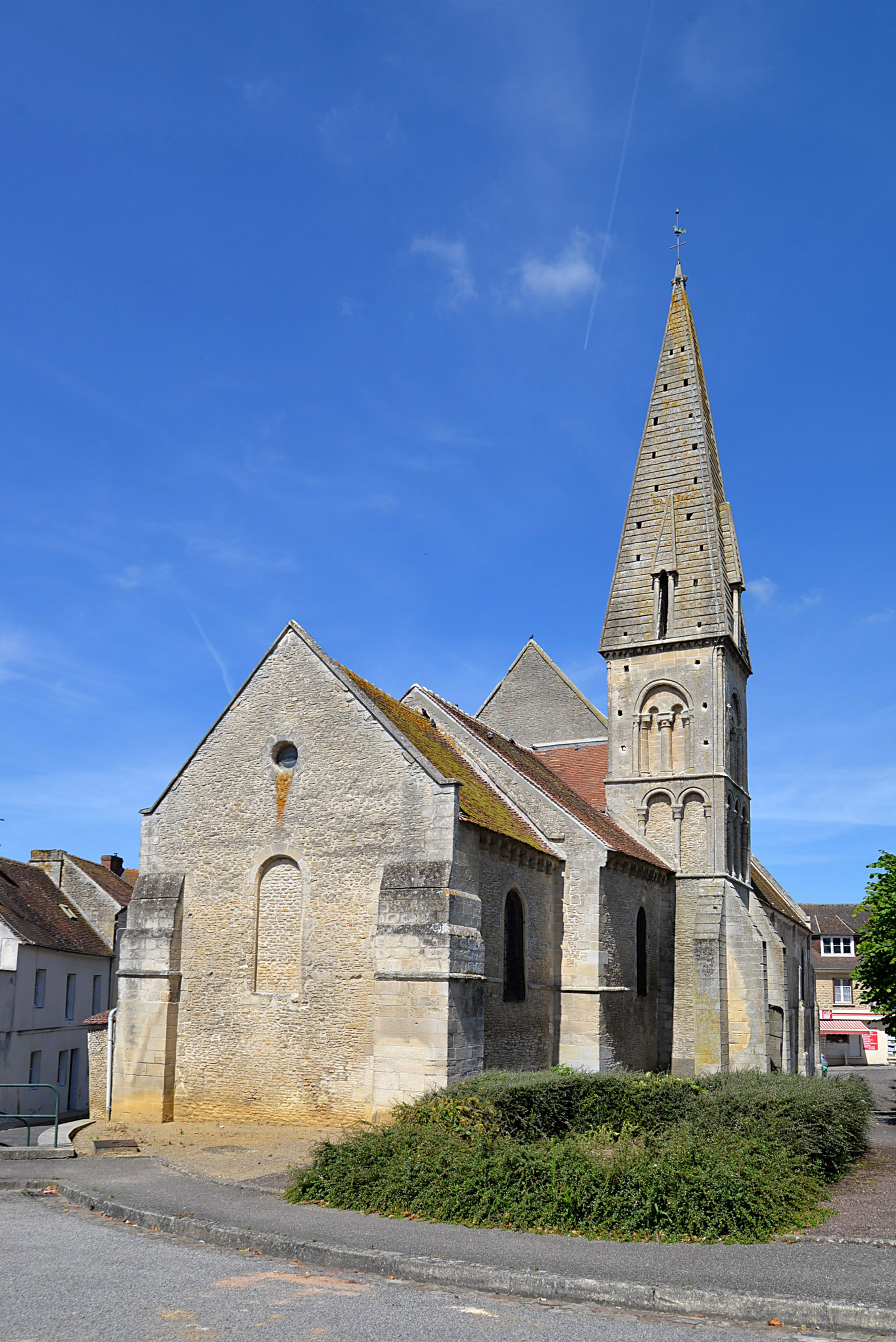
Kirche Saint-Martin
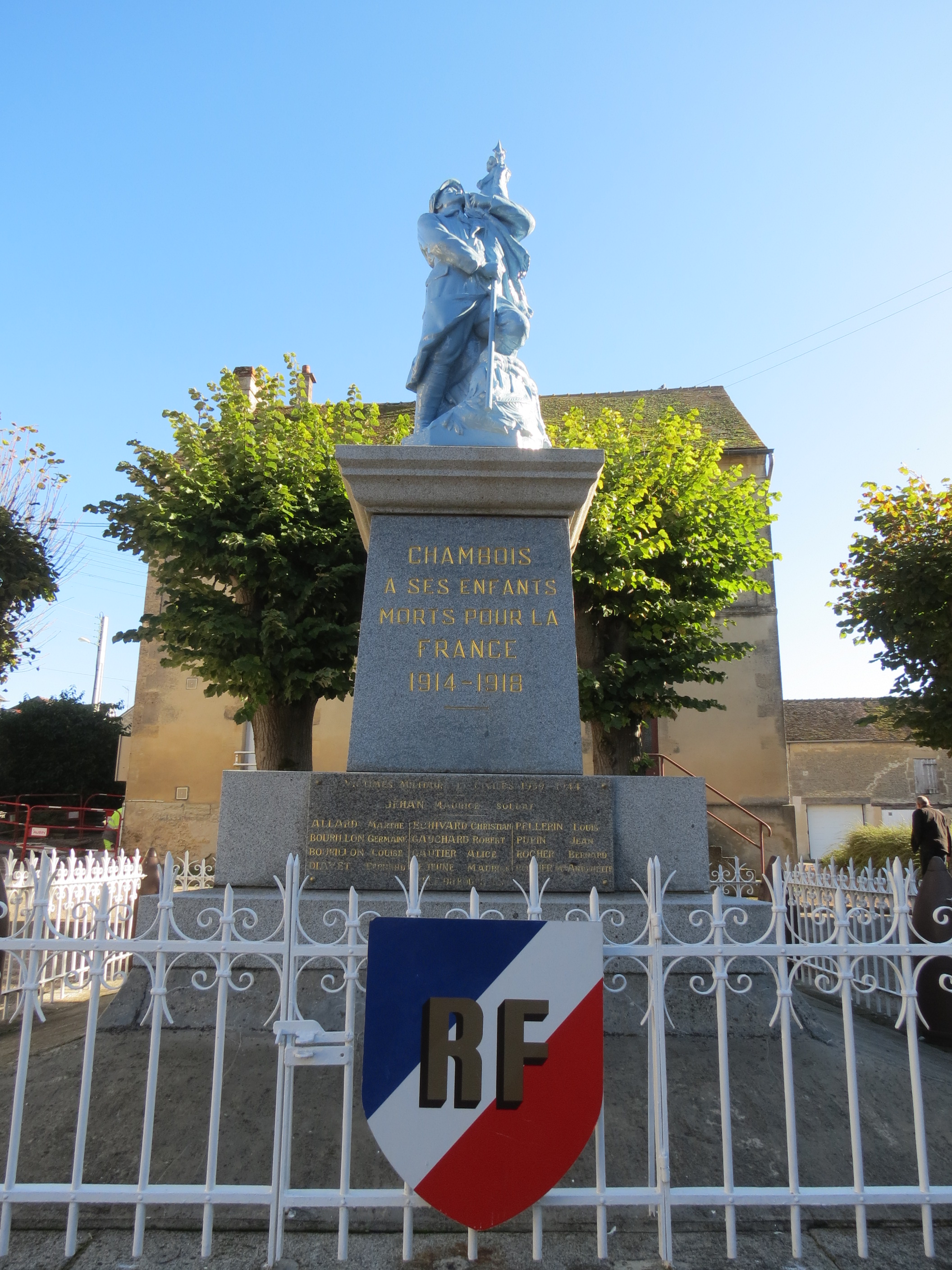
Gefallenendenkmal